# Koningin Julianaplein (Den Haag)
Het Koningin Julianaplein is het stationsplein van Den Haag Centraal, met ondergrondse fietsenstalling. 

## Ligging
Het plein ligt aan de zijde van de Koekamp en wordt daar begrensd door de Bezuidenhoutseweg. Andere grenzen vormen de Rijnstraat en de bebouwing van zowel New Babylon als het stationsgebouw.

## Geschiedenis
Het plein is begin jaren 1970 aangelegd en biedt zicht op het in 1973 geopende station. Het bood ruimte aan de taxistandplaats onder de grote luifel van het station, maar na de verplaatsing van de taxistandplaats naar de Rijnstraat is het plein niet langer toegankelijk voor gemotoriseerd verkeer.

### Bebouwing
In 1992 lag er een plan voor de bouw van de zogenaamde Vredestoren. Deze zou plaats moeten bieden aan de VN-organisatie OPCW. De bouw ging niet door, omdat het OPCW te veel haast had. In 2002 werd door de gemeente een ontwerpwedstrijd uitgeschreven, er werden opzienbarende ontwerpen ingezonden. Ook het winnende plan was opvallend en werd al snel omschreven als markant en megalomaan. Dit plan heeft de vorm van de letter M en ging al snel M-gebouw heten, deels ook omdat wethouder Marnix Norder de aanjager was. Mede door de kredietcrisis ging de bouw weer niet door. Bij een derde ontwerpronde werd uiteindelijk een plan gekozen met twee woontorens van 90 meter hoog en een ondergrondse fietsenstalling.

#### Ondergrondse fietsenstalling

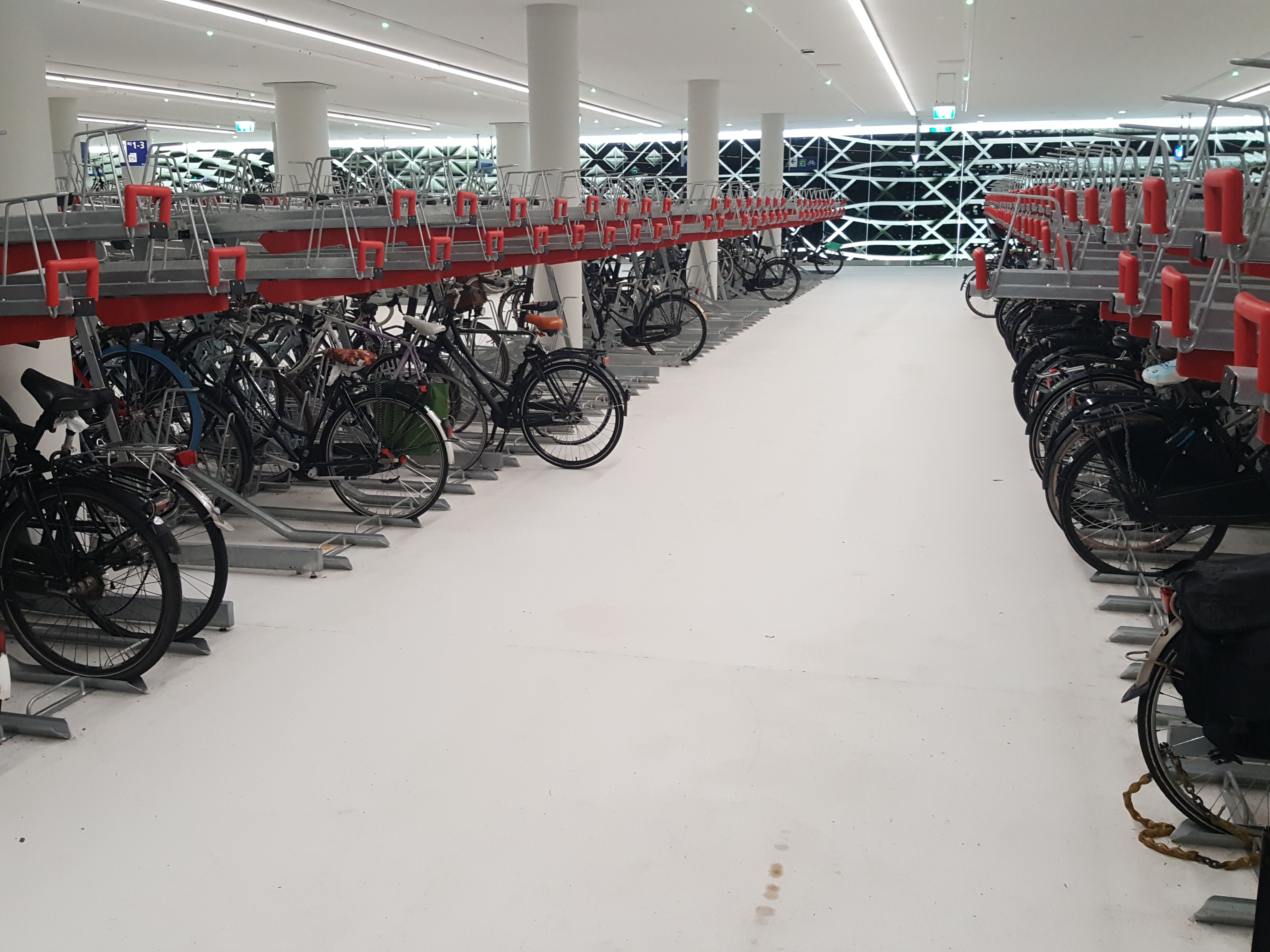

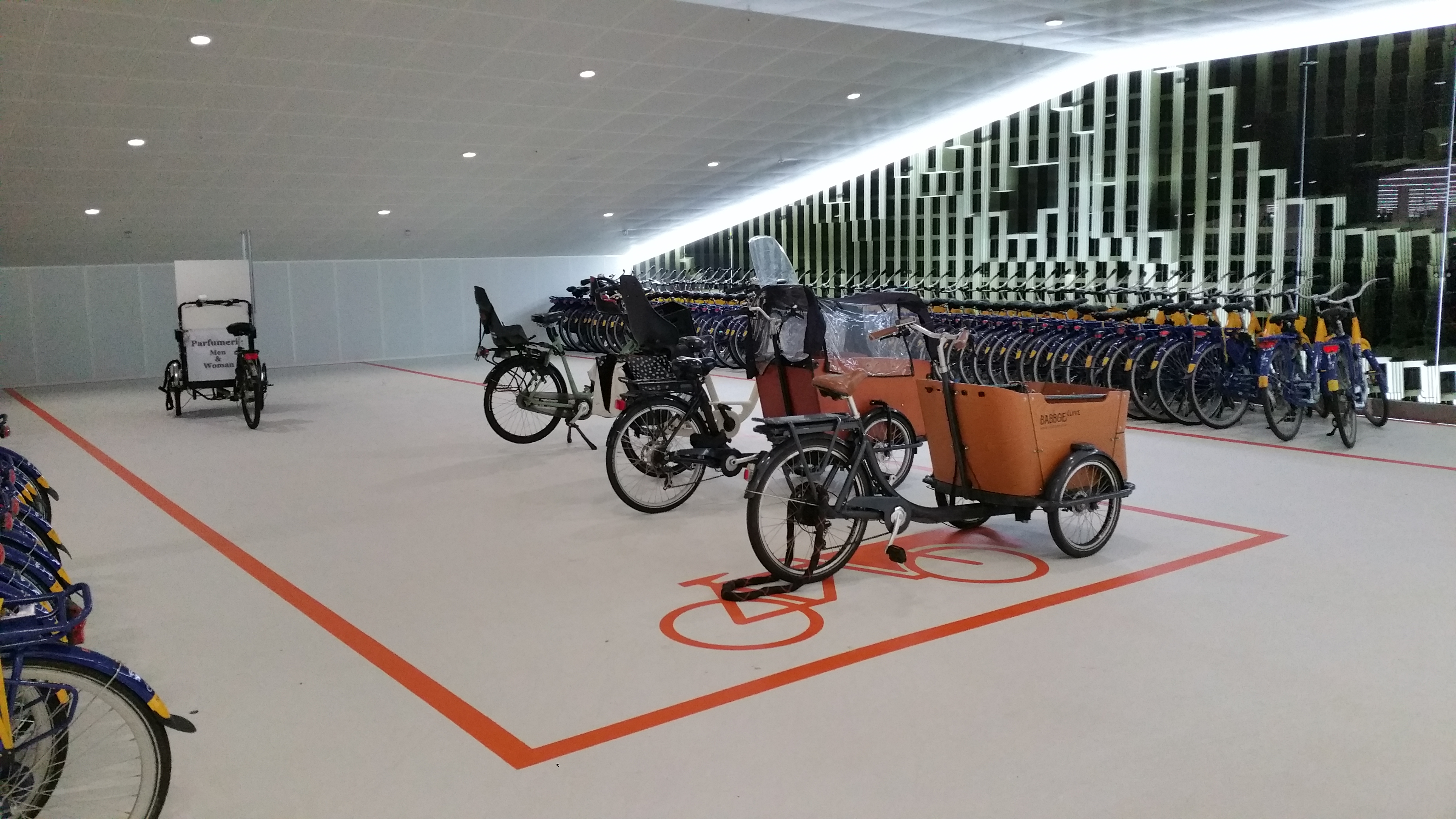

Dit is de op een na grootste fietsenstalling van Nederland, en een van de grootste in Europa, met plaats voor 8500 fietsen. De bouw raakte ernstig vertraagd, uiteindelijk was de opening in april 2020.

## Trivia
Tot de bouw van de fietsenkelder heeft op het plein een klok gestaan met een opvallende zebrastrepen. Deze staat tijdelijk in de Binckhorst maar wordt na de oplevering van de twee woontorens teruggeplaatst.

## Foto's

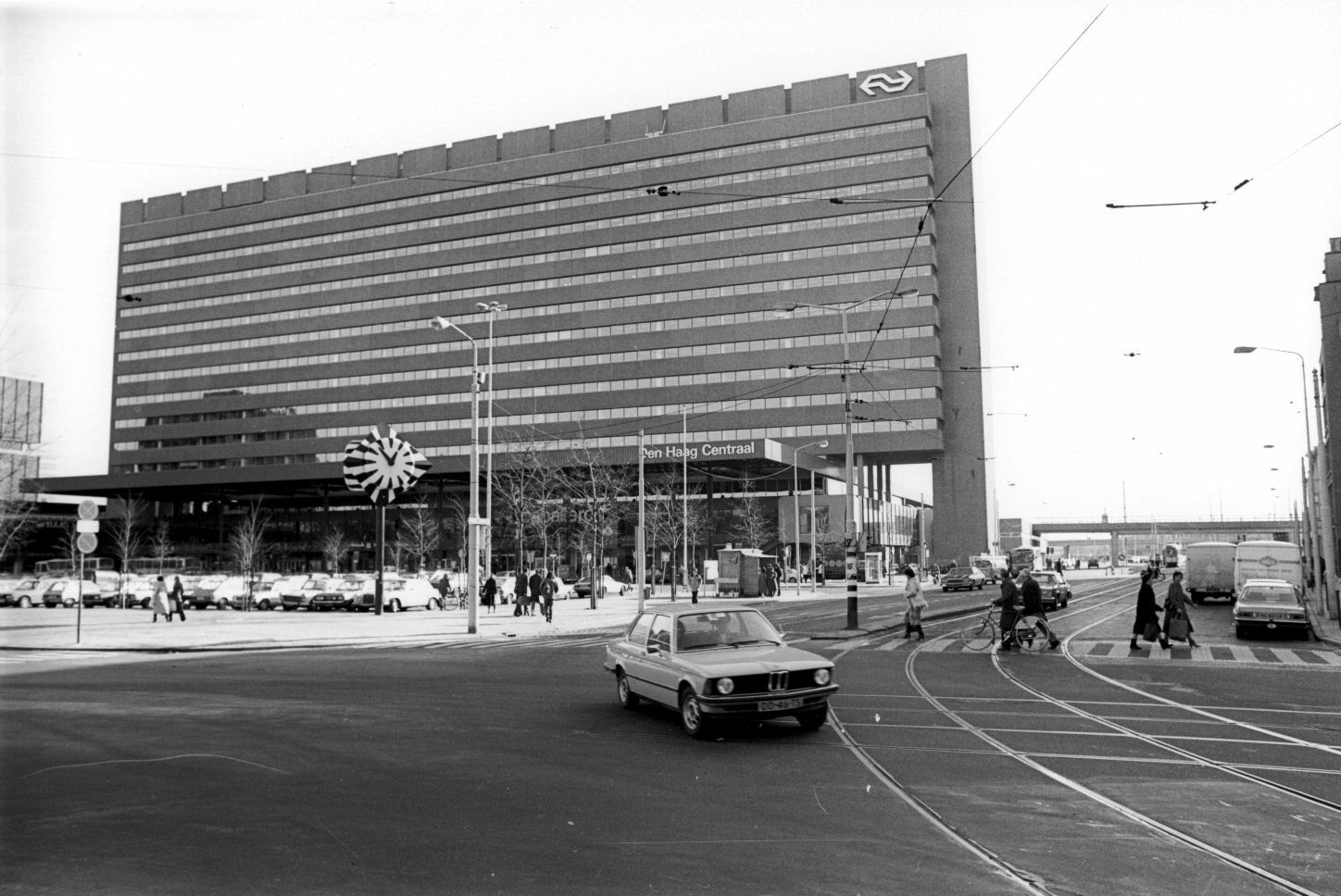
Het plein in februari 1979
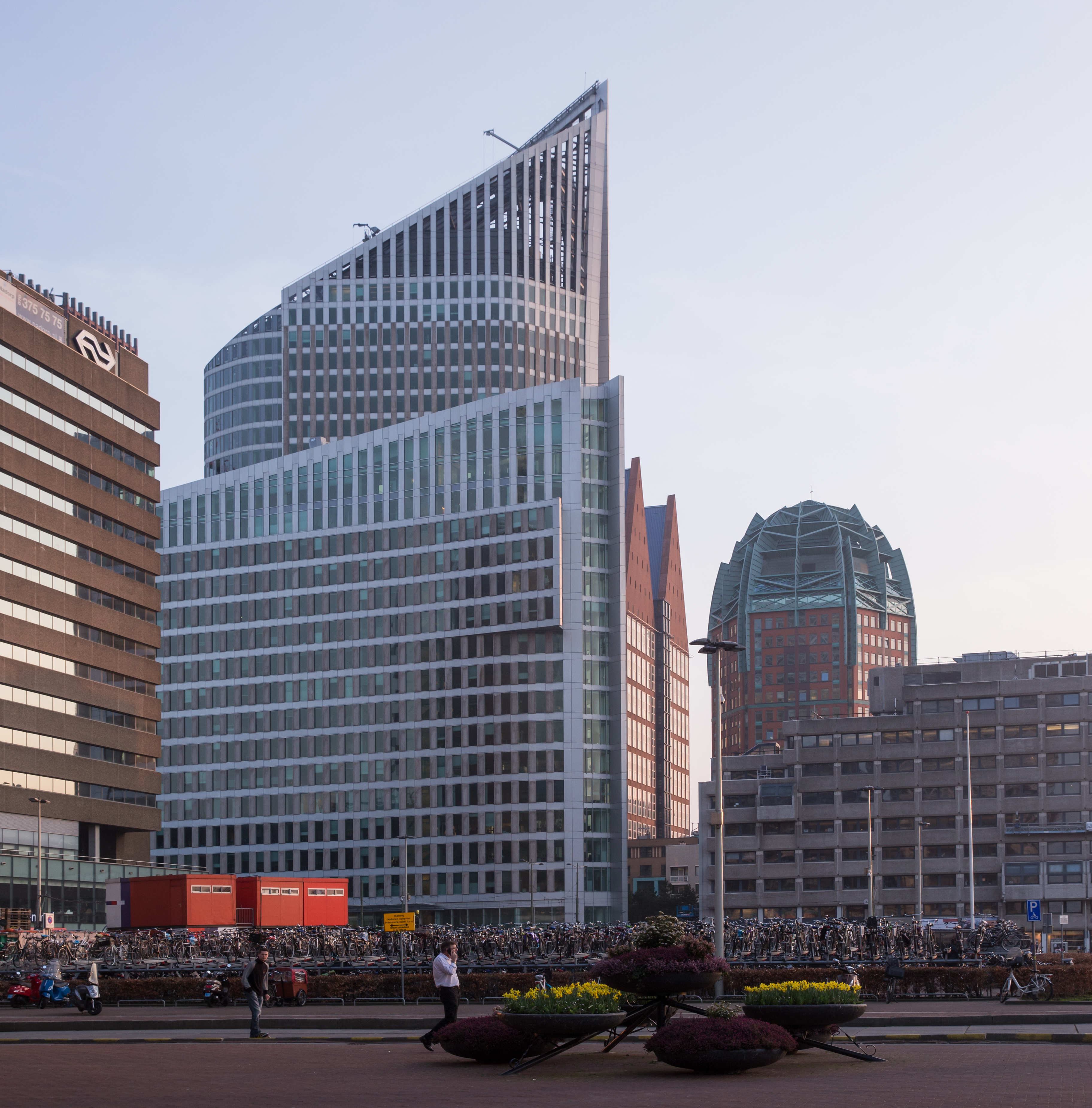
Het plein gezien richting de binnenstad
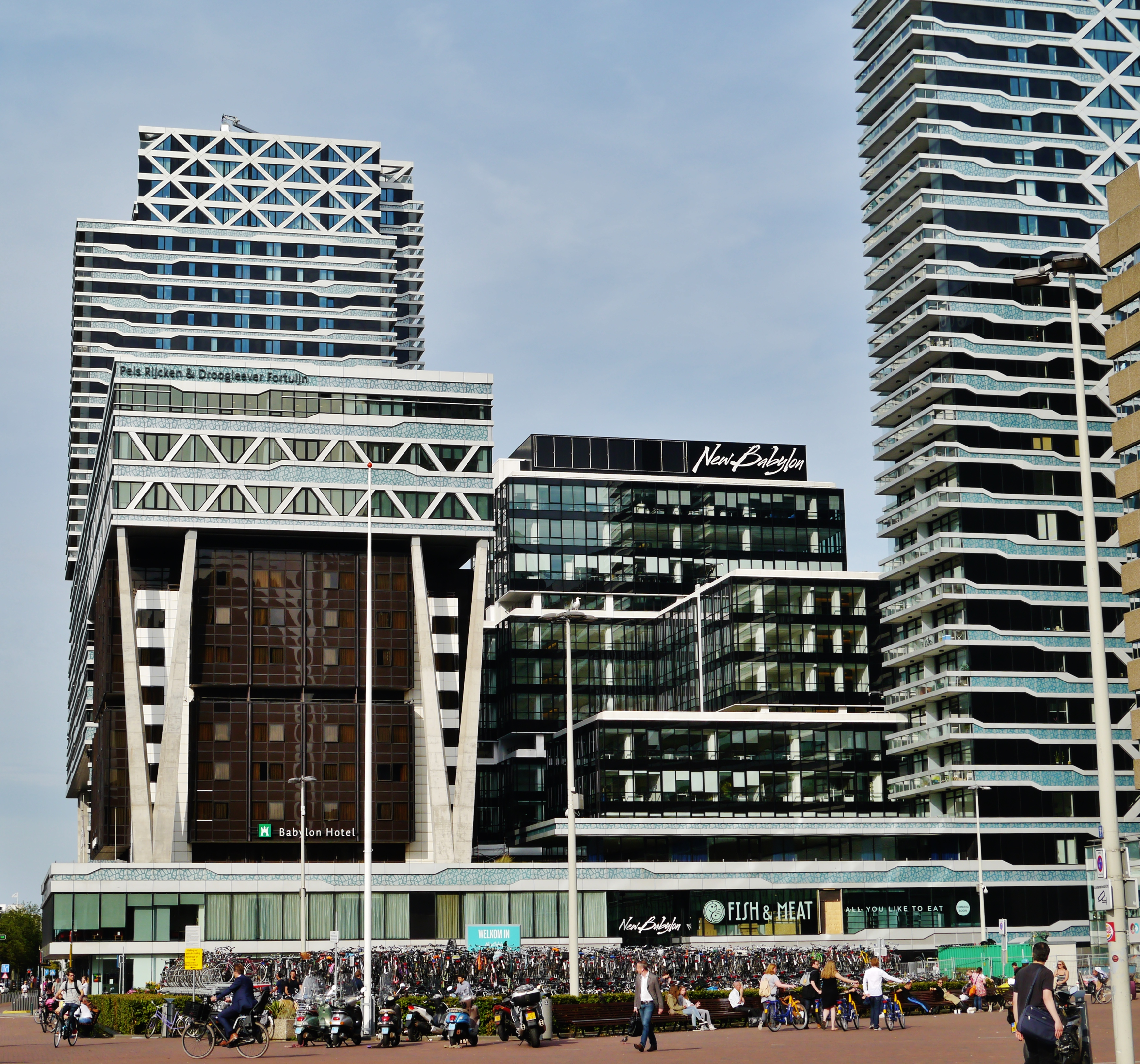
Het plein van voor de bouw van de fietsenkelder
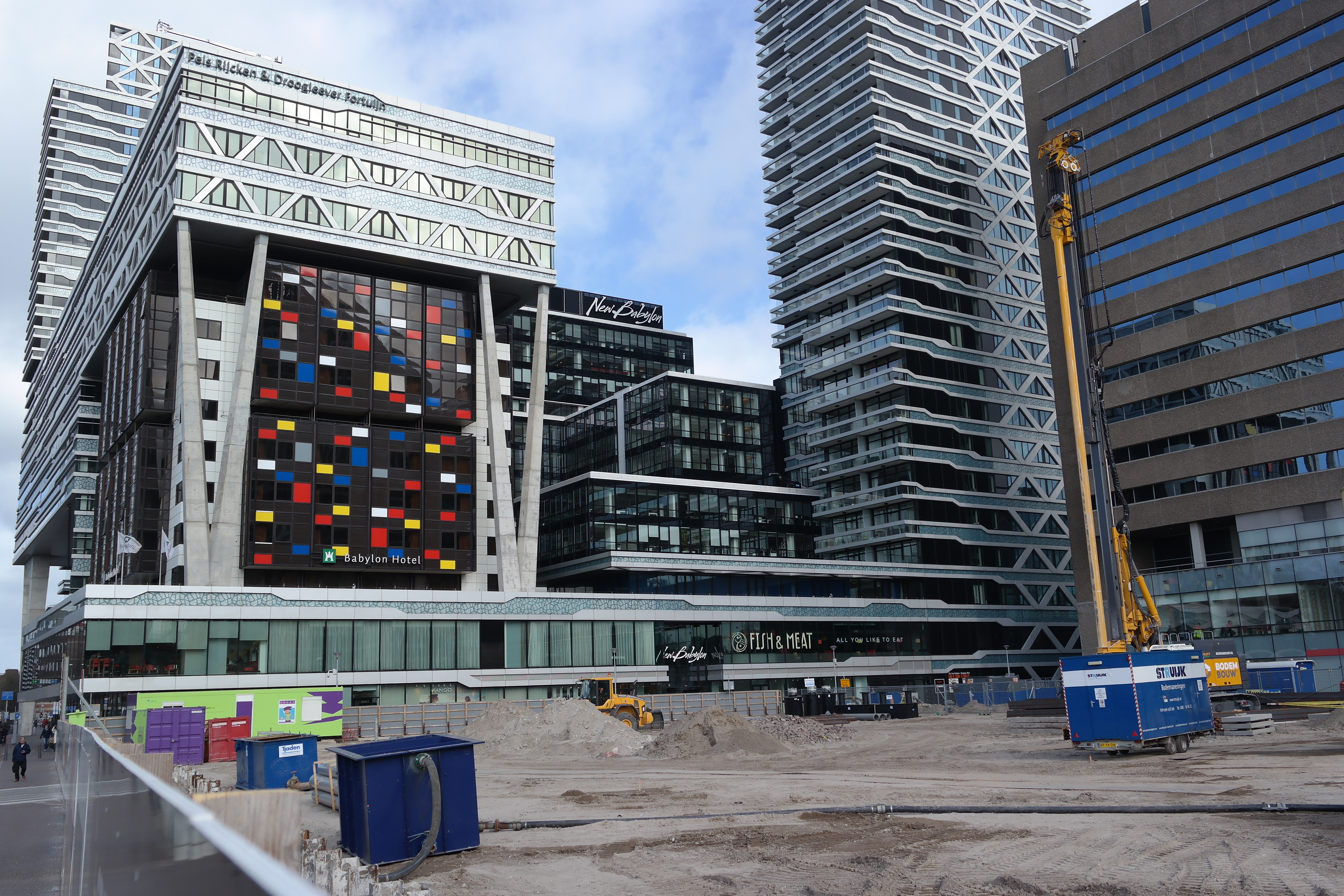
Tijdens de bouw van de fietsenkelder
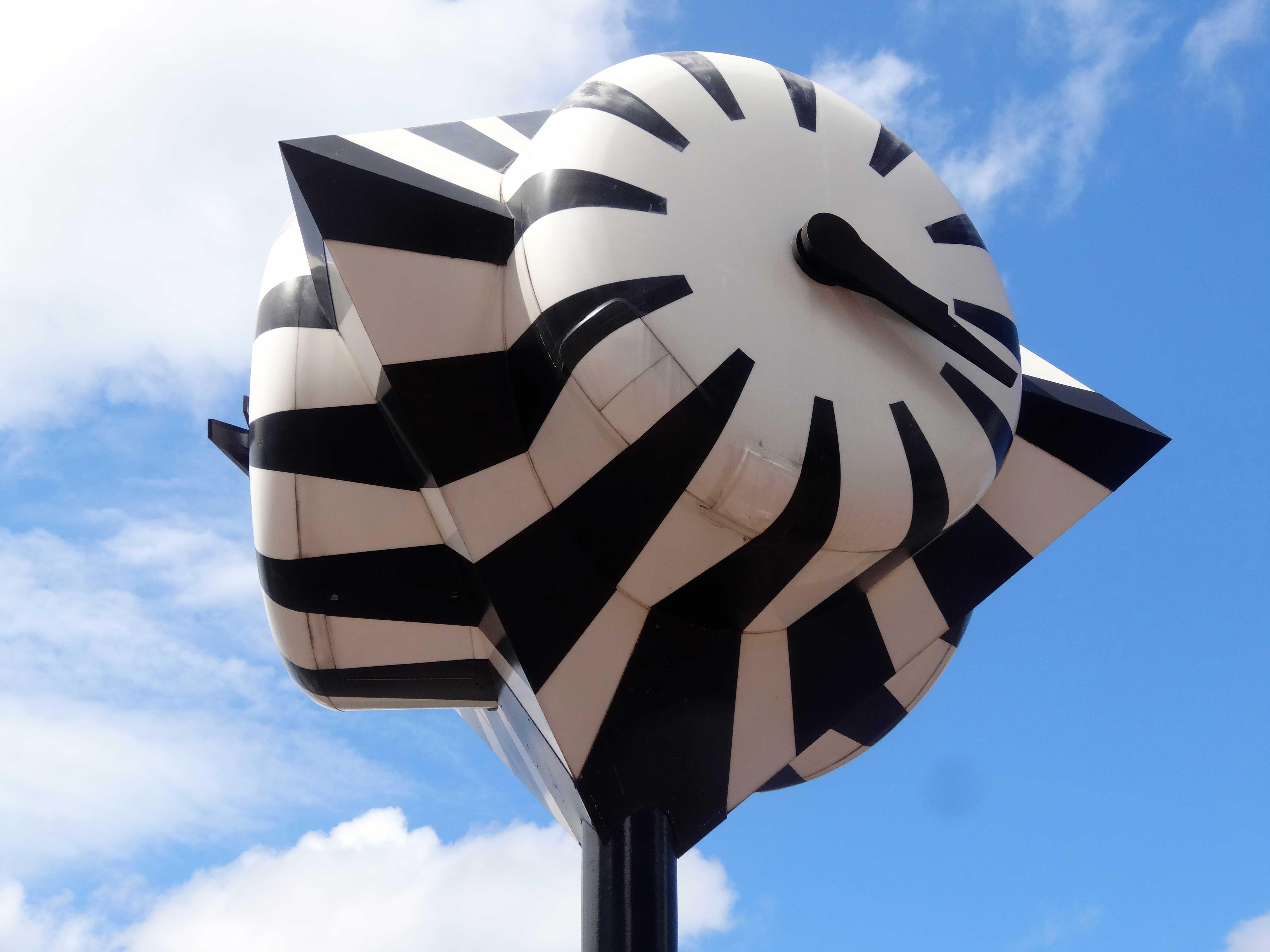
De Zebraklok